# Jürgen Bernd von Ramin
Jürgen Bernd (Berndt) von Ramin (* 1693; † 1775) war ein preußischer Landrat. 
Er stammte aus der uradligen pommerschen Familie Ramin. Seine Eltern waren der Gutsherr Adam Friedrich von Ramin (* 1663; † 1697) und Anna Beate von Mellin-Damitzow (* 1664; † 1695). Jürgen Bernd wurde Erbherr auf Stolzenburg, Daber und Ramin. Von mindestens 1732 bis zu seinem Abschied im Dezember 1742 war er Landrat des Randowschen Kreises in Vorpommern. 
Verheiratet war er mit Elisabeth Eleonore (* 1698; † 1727), ebenfalls eine geborene von Ramin-Ramin, die das elterliche Gut Ramin in die Ehe einbrachte. Aus der Ehe gingen vier Söhne hervor, darunter Christian Friedrich von Ramin (* 1714; † 1761), der Vizepräsident der Pommerschen Regierung in Stettin wurde, und Carl Bogislav von Ramin (* 1716; † 1788), der ebenfalls Landrat des Randowschen Kreises wurde.  
In zweiter Ehe war Ramin seit 1728 mit Beate Lukretia von Schwerin (* 1692; † 1754) liiert, in dritter Ehe seit November 1754 mit Tessina Agnes von Ploetz (* 1700; † 1763).

## Genealogie
- Gothaisches Genealogisches Taschenbuch der Adeligen Häuser. Der in Deutschland eingeborene Adel (Uradel). 1905, 6. Jahrgang, Justus Perthes, Gotha 5. November 1904, S. 664. Online